# Jesenčanský potok
Jesenčanský potok (či též Jesenčanka) je malý vodní tok v Pardubickém kraji.

## Průběh toku
Hlavním směrem toku Jesenčanského potoka je směr severní. Počátek jeho toku se nachází v nevelkém mokřadu při horním okraji rybníka v obci Medlešice asi 2,5 kilometru severně od Chrudimě. Potok napájí zmíněný rybník a protéká centrální částí obce do polí směrem k obci Blato. Za ní opět teče poli a z východu míjí obec Staré Jesenčany. Poté se přimyká k železniční trati Chrudim - Pardubice. Severně od Starých Jesenčan došlo z důvodu prodlužování startovací dráhy pardubického letiště k přeložení železniční trati i toku Jesenčanky asi o 0,5 km východně, čímž vytvářejí nepřehlédnutelný oblouk. V severní části přeložky potok protéká zahrádkářskou kolonií v pardubické místní části Nové Jesenčany. V závěru přeložky podtéká Jesenčanka hlavní trať i odbočující letištní vlečku a vtéká do areálu pardubického dostihového závodiště. Je to právě Jesenčanka, jejíž vody napájejí překážky Velké Pardubické, jako jsou Malý a Velký vodní příkop a Hadí příkop. V severní části závodiště je zleva k toku připojen i obvykle suchý příkop, který je mimo jiné i součástí překážky Velký Taxisův příkop. Po opuštění prostoru závodiště podtéká potok pod silnicí I/2 přicházející do Pardubic z Prahy a vtéká do areálu chemické firmy Paramo. Kdysi se zde nacházela zaniklá obec Přerov, na jejíž existenci upomíná název ulice Přerovská v přilehlé čtvrti Svítkov, kterou potok protékal. Nyní je jeho tok v areálu závodu přeložen k jeho západnímu okraji a před jeho opuštěním i v délce asi 400 metrů zatrubněn. Na zemský povrch se opět dostává až mimo areál poté co proteče pod železniční tratí Praha - Pardubice. Dále teče po západním okraji pardubické místní části Svatá Trojice, severozápadně od ní se pak vlévá do slepého ramene Labe. To je svým západním koncem napojeno na hlavní říční tok. Proti případnému úniku chemikálií z Parama do Jesenčanky jsou v něm trvale umístěny norné stěny.